# 22951 Okabekazuko
22951 Okabekazuko este un asteroid din centura principală de asteroizi.

## Descriere
22951 Okabekazuko este un asteroid din centura principală de asteroizi. A fost descoperit pe 4 octombrie 1999 la Stația Anderson Mesa în cadrul programului LONEOS. Asteroidul prezintă o orbită caracterizată de o semiaxă mare de 3,16 ua, o excentricitate de 0,10 și o înclinație de 13,7° în raport cu ecliptica.